# Francisco Arancibia Silva
Francisco Andrés Arancibia Silva (Santiago, 12 novembre 1996) è un calciatore cileno, centrocampista dell'Universidad Católica.